# Mohsin Harthi
Mohsin Harthi, né le 17 juillet 1976, est un footballeur saoudien.